# Ernani Simas Alves
Ernani Simas Alves (Curitiba, 16 de fevereiro de 1914 - 19 de janeiro de 2000), foi professor catedrático, médico, biógrafo e escritor brasileiro.

## Biografia
Ernani nasceu na capital paranaense numa segunda-feira, dia 16 de fevereiro de 1914. Seus pais foram Manoel Claro Alves e d. Elia Simas Alves. Matriculou-se no curso de medicina da Universidade do Paraná (futura UFPR) com 19 anos e em 1937, ainda estudante, foi nomeado professor – auxiliar desta instituição. Formou-se 8 de dezembro de 1938. Em 1939 fez o curso de especialização em cirurgia geral na capital paulista e em 1943 concluiu o curso de cirurgia de guerra, sendo nomeado pelo Presidente da República, 2° Tenente Médico da Reserva do exército.
Na medicina, além de clinicar, Ernani exerceu altos cargos em instituições, bem como, pesquisas e o magistério: foi diretor do Hospital das Clínicas (da UFPR), vice-diretor da Faculdade de Medicina, chefe do Departamento de Medicina Forense e Psiquiatria, diretor do Setor de Ciência da Saúde, diretor do Instituto Médico-Legal do Estado do Paraná, presidente da Associação Médica, da Academia Paranaense de Medicina, do Conselho Regional de Medicina do Paraná, presidente da Sociedade Paranaense de Psiquiatria e Criminologia, foi membro da Liga Paranaense de Combate ao Câncer, além de participar do Conselho Penitenciário do Estado do Paraná e da Sociedade Brasileira de Médicos Escritores. Participou de inúmeros congressos e simpósios, neles apresentando trabalhos e teses na área de medicina e medicina-legal. Foi autor de uma das obras mais completas já publicadas no Brasil sobre medicina legal e deontologia.
Em meio a tantos cargos que exerceu durante toda a sua vida, ainda teve tempo para dedicar-se a literatura, sendo assim, possui vários títulos publicados, entre eles, uma biografia do prefeito Erasto Gaertner. Estas obras literárias fizeram com que Ernani entrasse para a Academia Paranaense de Letras, sendo o segundo ocupante da Cadeira N° 21 desta instituição.
Entre as suas principais obras, encontrados:
- Medicina Legal e Deontologia - medicina especializada (1965);
- Erasto Gaertner: Um Lutador Incansável por Nobres Causas - biografia (1990);
- Alo Ticoulat Guimarães - biografia especializada (1994);
- Aspectos Legais do Planejamento Familiar - obra coletiva;
- O Perigo dos Tóxicos - obra coletiva;
- Atlântida - berço da civilização[4].

Pelas inúmeras contribuições a medicina, recebeu diversas honrarias, como a: Medalha de Prata Oscar Freire, em 1966; Medalha de Ouro do II Congresso de Medicina Legal, realizado em Petrópolis, em 1968; Cidadão Benemérito do Estado do Paraná, entre outras.

### Falecimento
Ernani Simas Alves faleceu numa quarta-feira, dia 19 de janeiro de 2000, aos 85 anos e 11 meses de idade.

### Homenagem póstuma
No ano de seu falecimento, a vereadora de Curitiba, Nely Almeida, apresentou um projeto de lei para batizar uma das vias da cidade com o nome do valoroso médico e desta maneira, em 31 de outubro de 2000 a capital paranaense ganhou a Rua Dr. Ernani Simas Alves, rua esta do bairro Cidade Industrial .

## Ligação externa
- Coluna Cultural Intelectuais paranaenses – acessado em 1° junho de 201